# 鴨緑江駅
鴨緑江駅（アムロッカンえき、朝鮮語: 압록강역）は、朝鮮民主主義人民共和国平安北道朔州郡水豊労働者区にある駅で、鴨緑江線に属する。 

## 隣の駅
鴨緑江線
富豊駅 - 鴨緑江駅